# ایوب عبداللاوی
ایوب عبداللاوی (انگلیسی: Ayoub Abdellaoui؛ زادهٔ ۱۶ فوریهٔ ۱۹۹۳) بازیکن فوتبال اهل الجزایر است.
از باشگاه‌هایی که در آن بازی کرده‌است می‌توان به باشگاه فوتبال اتحاد الجزایر اشاره کرد.
وی همچنین در تیم‌های ملی فوتبال الجزایر بازی کرده‌است.